# Arado Ar 66
Арадо 66 (нем. Arado Ar 66) — немецкий одномоторный двухместный учебно-тренировочный самолёт. Биплан, разработанный в 1931—1932 годах в Германии межвоенного периода (Веймарская республика). Также данная модель использовалась для нанесения ночных атак по наземным целям в ходе сражений немецкой армии на восточном фронте. Данная модель является последней, разработанной инженером-конструктором Вальтером Ретелем (Walter Rethel) в сотрудничестве с компанией Arado Flugzeugwerke.

## Конструкция и запуск в производство
Вальтер Ретель начал разработку нового двухместного одномоторного учебного биплана в 1931 г.; конструкция и внешний вид были доработаны Вальтером Блюмом после того, как Ретель перешел на работу в Мессершмитт. Первый прототип модели, Ar 66a, поднялся в воздух в 1932 г.. Всего за всю историю модели было создано 1456 экземпляров данной модели, из них 6 было экспортировано во франкистскую Испанию. Эти 6 самолётов так и остались единственным экспортом Арадо 66.

## История использования
Ar 66 поступил в войска как тренировочный самолёт в 1933 г., используясь в таком качестве до начала Второй мировой войны. В 1943 году некоторое количество этих самолётов поступило на германо-советский фронт в качестве ночного бомбардировщика, аналогично советскому использованию У-2; на самолёте летали эстонские добровольцы. Арадо-66, вместе с Gotha Go 145 сформировал основную ударную силу этих боевых групп.

## Страны-операторы модели
- Люфтваффе:
  - 2-я группа ночных бомбардировщиков (нем. Nachtschlachtgruppe 2)
  - 3-я группа ночных бомбардировщиков (нем. Nachtschlachtgruppe 3)
  - 5-я группа ночных бомбардировщиков (нем. Nachtschlachtgruppe 5)
  - 8-я группа ночных бомбардировщиков (нем. Nachtschlachtgruppe 8)
  - 11-я (эстонская) группа ночных бомбардировщиков (нем. Nachtschlachtgruppe 11)[4]
  - 12-я группа ночных бомбардировщиков (нем. Nachtschlachtgruppe 12)

## Тактико-технические характеристики
Приведены данные модификации Ar 66C.
Источник данных: Smith and Kay, 1972.

Технические характеристики
- Экипаж: 2
- Длина: 8,3 м
- Размах крыла: 10,0 м
- Высота: 2,93 м
- Площадь крыла: 29,63 м² (обоих крыльев)
- Масса пустого: 905 кг
- Нормальная взлётная масса: 1330 кг
- Силовая установка: 1 × V-образный 8-цилиндровый воздушного охлаждения Argus As 10 C
- Мощность двигателей: 1 × 240 л. с. (1 × 179 кВт)

Лётные характеристики
- Максимальная скорость: 210 км/ч (у земли)
- Крейсерская скорость: 175 км/ч
- Посадочная скорость: 80 км/ч
- Практическая дальность: 716 км
- Практический потолок: 4500 м
- Время набора высоты: 1000 м за 4,1 мин
- Нагрузка на крыло: 44,9 кг/м²
- Тяговооружённость: 134,6 Вт/кг

Вооружение
- Бомбы: 2 или 4 кг осколочные бомбы